# Ranunculus bulbilliferus
Ranunculus bulbilliferus är en ranunkelväxtart som beskrevs av Pierre Edmond Boissier och Hohen.. Ranunculus bulbilliferus ingår i släktet ranunkler, och familjen ranunkelväxter. Inga underarter finns listade i Catalogue of Life.